# ファルク・ハジベギッチ
ファルク・ハジベギッチ（Faruk Hadžibegić、発音: [fǎ:ruk xadʒiběːgitɕ]発音: [fǎ:ruk xadʒiběːgitɕ]発音: [fǎ:ruk xadʒiběːgitɕ]、1957年10月7日 - ）は、元サッカーユーゴスラビア代表のサッカー選手、元サッカーボスニアヘルツェゴビナ代表の代表監督。

## 経歴
サラエボで1976年にプロデビューすると1985年までプレーし241試合25ゴールの活躍。その後1985年からはスペインのレアルベティスへと活躍の場を移し、そこでは75試合8ゴールの活躍。
それから1987年にはフランスのFCソリョーに移籍し242試合16ゴール。
1994年に同じくフランスのトゥールーズへ移籍、8試合0ゴールの成績を収めたのち引退。
ユーゴスラビア代表にも選ばれており、同代表の歴代5位となる62試合の代表キャップを誇る。
代表での成績は61試合6ゴール。
引退したすぐの1995年からは古巣であるFCソリョーの監督に就任し1998年まで同チームの監督を務める。翌年1999年にはボスニアヘルツェゴビナの代表監督に就任するが1年で退団。
2000年に古巣ベティスの監督に就任するがこれもまた1年で退団。
2003年からはフランスのトロイの監督に就任し一年で退団。2005年にトルコのガズィアンテプスポルの監督に就任しのち一年で退団。
2006年に同じくトルコのクラブのデニズリスポルの監督に就任し一年で退団。
2007年にフランスのシャモアニモールFCの監督に就任するもシーズン途中で退団。同シーズンに同じフランスのクラブであるディジョンの監督に就任し2009年まで指揮を取る。
2009年にフランスのバスティアの監督に就任し一年で退団。
2010年にフランスのアルルアヴィニョンの監督に就任し2011年に退団。
2016年にフランスのヴァランシエンヌの監督に就任し2017年に退団。
2018年からセルビアのレッドスターの監督に就任し2019年に退団。
2019年にモンテネグロ代表の監督に就任し2020年に解任。
2023年には二度目となるボスニアヘルツェゴビナの代表監督に就任、初陣となったユーロ2024予選のアイスランド代表戦を3-0の快勝で飾ったが、以降は強豪ポルトガル代表だけでなく、ルクセンブルク代表、スロバキア代表相手にも完敗。3試合連続無得点での3連敗という結果を受け、わずか4試合を率いた段階で事実上の解任となった。

## 参考資料
- Gigi Riva (2016) (イタリア語). L'ultimo rigore di Faruk. Una storia di calcio e di guerra [Faruk's Last Penalty. A story about football and war]. Palermo: Sellerio. ISBN 978-8838935640